# Государственный строй Австрии
Государственный строй Австрии основан на принципах демократии и либерализма. Австрия — парламентская федеративная республика и правовое государство, обладающее разделением властей и сохраняющее членство в Европейском союзе. Государственный строй определяется в первую очередь Конституцией, принятой в 1920 году, и Лиссабонским договором о структуре ЕС, подписанным в 2007 году.
Выборы в основном происходят по пропорциональной избирательной системе, что приводит к тому, что партии вынуждены формировать коалиции. Как и почти во всех демократических странах, партии играют центральную роль в политической жизни Австрии.
Распределение обязанностей между Австрией и Евросоюзом регулируется договором с ЕС, между федеральными землями и Союз регламентируется в соответствии с федеральными конституционными законами (ФКЗ). За соблюдением договора с ЕС следит европейский суд, за соблюдением ФКЗ и других законов конституционный суд.

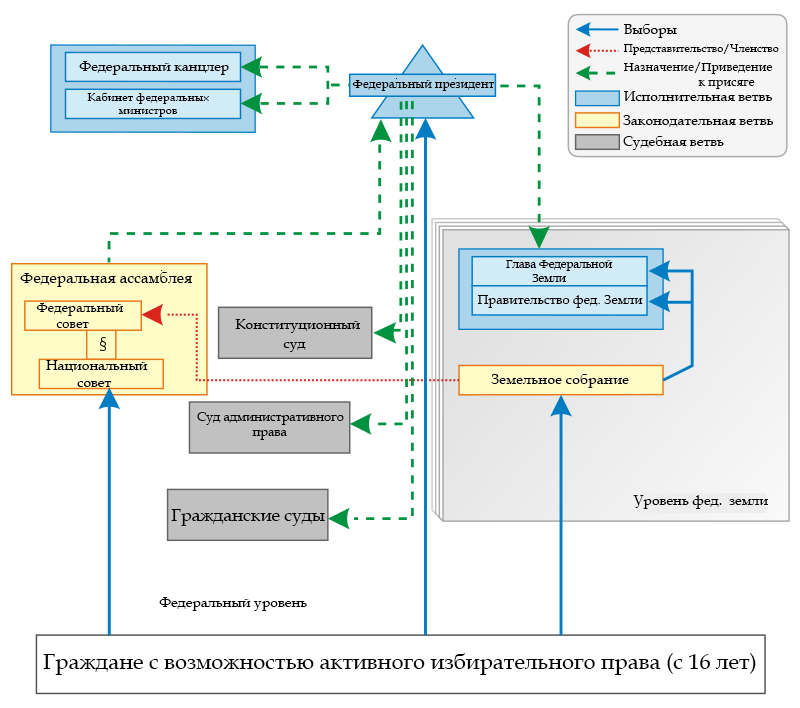
Схема конституционного строя Австрийской республики

## Глава государства
Главой государства является президент, который избирается всенародным голосованием сроком на шесть лет. Для избрания кандидату на пост президента необходимо набрать большинство голосов.
С 26 января 2017 года этот пост занимает Александр Ван дер Беллен.

## Законодательная власть
Законодательную власть осуществляет двухпалатный парламент Австрии (Федеральное собрание), состоящий из Национального и Федерального советов. 
Национальный совет (Национальрат, нем. Nationalrat) представляет население, которое прямыми выборами выбирает 183 депутата сроком на пять лет. Национальный совет принимает законы, после чего те должны быть одобрены Федеральным советом. 
Верхняя палата парламента —  Федеральный совет (Бундесрат, нем. Bundesrat) — орган представительства федеральных земель. 62 члена верхней палаты избираются парламентами земель (ландтагами), каждая из девяти федеральных земель в зависимости от численности населения направляет в ландтаг от трёх до двенадцати представителей. Бундесрат имеет лишь незначительное влияние на политическую жизнь страны, для принятия некоторых законов не требуется одобрение Бундесрата.
Последние выборы в Бундесрат состоялись в сентябре 2013 года.

## Исполнительная власть
К исполнительным органам власти относятся федеральное правительство с федеральным канцлером во главе, вооружённые силы Австрии, полиция, а также все федеральные ведомства.
Кандидатура бундесканцлера назначается Федеральным президентом, опираясь на мнение большинства представителей из Национального совета.
С 2017 года по 2021 год пост федерального канцлера Австрии занимал  Себастьян Курц, ушедший на фоне коррупционного скандала.

## Судебная власть
Судьи, если иное не установлено настоящим Законом, назначаются по представлению Федерального правительства Федеральным президентом или уполномоченным им компетентны федеральным министром, Федеральное правительство или федеральный министр должны получать предложения о кандидатах от сенатов уполномоченных на это Законом о судоустройстве( ст. 86 федерального конституционного закона Австрии). В систему судов общей юрисдикции Австрии входят четыре уровня судов: 1) окружной суд (Bezirksgericht), 2) суд федеральной земли (Landesgericht), 3) Верховный суд земли (Oberlandesgericht), 4) Верховный суд (Oberster Gerichtshof). Также существуют суды публичного права, к ним относятся: высший административный суд и конституционный суд, который является самым старым в мире (основан в 1920 году). Правовая система Австрии относится к романо-германской ветви системы права.